# Eadwald av East Anglia
Eadwald av East Anglia, död 800, var en engelsk monark. Han var kung av East Anglia 796–800. 